# Nunzio Filogamo
Nunzio Filogamo (n. 20 septembrie 1902, Palermo, Italia – d. 24 ianuarie 2002, Rodello, Piemont, Italia) a fost un actor și prezentator italian.